# Förstudie
En pilotstudie, pilotprojekt, pilotprov eller pilotexperiment är en preliminärstudie i liten skala som genomförs för att utvärdera genomförbarhet, tid, kostnad, negativa händelser och förbättra studiens utformning innan ett fullskaligt forskningsprojekt genomförs.